# Houma (Tonga)
Houma – miejscowość na Tonga, na wyspie Tongatapu. Według danych oficjalnych na dzień 30 listopada 2011 roku liczyła 2136 mieszkańców.